# Stadel
Stadel (toponimo tedesco; informalmente anche Stadel bei Niederglatt) è un comune svizzero di 2 227 abitanti del Canton Zurigo, nel distretto di Dielsdorf.

## Storia
Nel 1907 ha inglobato i comuni soppressi di Raat-Schüpfheim e Windlach, che erano stati istituiti nel 1840 per scorporo dalla stessa Stadel.

## Monumenti e luoghi d'interesse

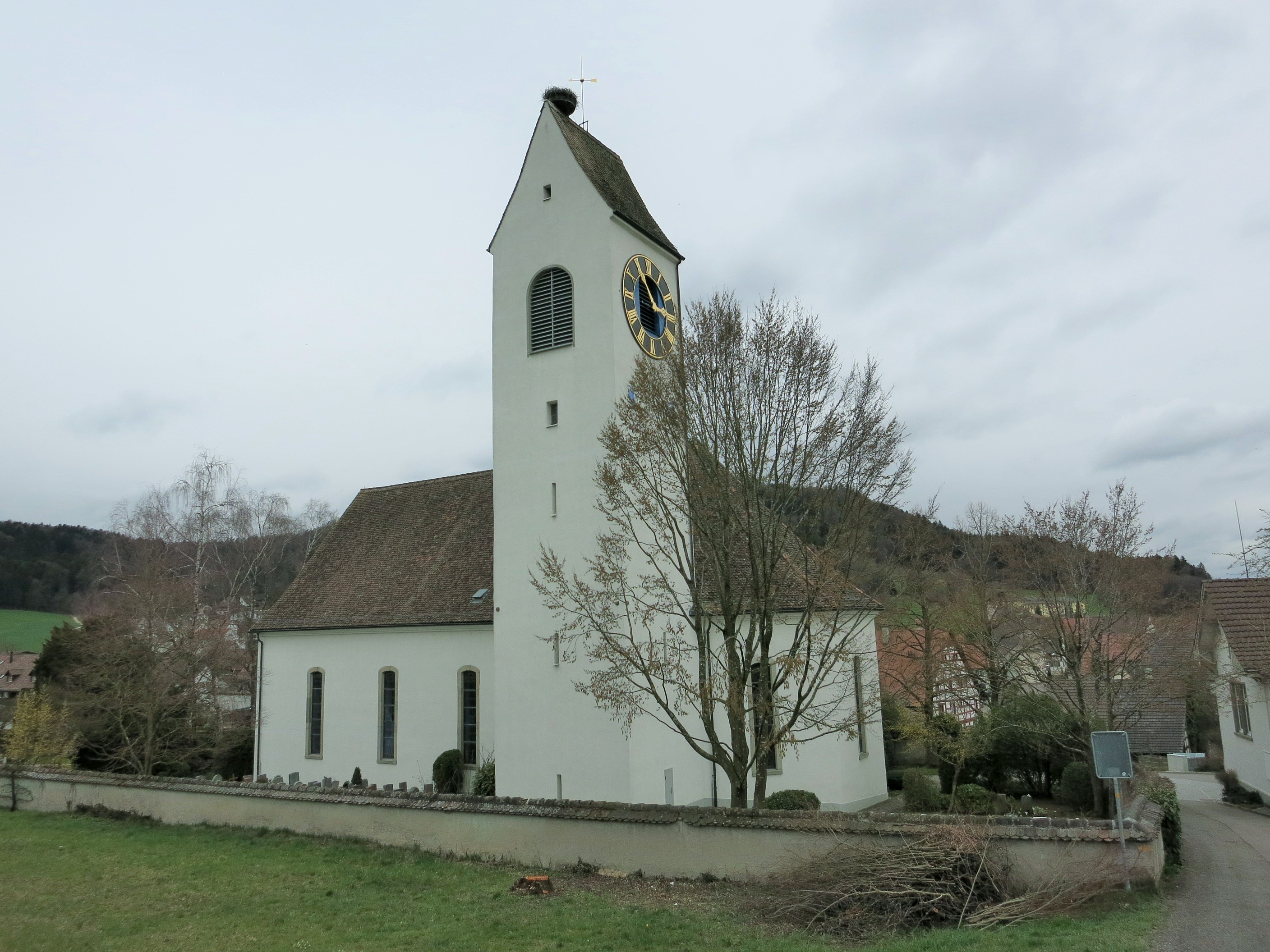
La chiesa riformata

- Chiesa riformata, attestata dal 1173 e ricostruita nel 1599 e nel 1738[1].

## Società

### Evoluzione demografica
L'evoluzione demografica è riportata nella seguente tabella (compresi Raat, Schüpfheim e Windlach):
Abitanti censiti

## Geografia antropica

### Frazioni
- Raat[3]
  - Oberraat
  - Unterraat
- Schüpfheim[3]
- Windlach[4]

## Amministrazione
Ogni famiglia originaria del luogo fa parte del cosiddetto comune patriziale e ha la responsabilità della manutenzione di ogni bene ricadente all'interno dei confini del comune.